# Алашань – Лівий стяг
38°50′01″ пн. ш. 105°40′13″ сх. д. / 38.83359° пн. ш. 105.67027° сх. д.
Алашань – Лівий стяг (кит. 阿拉善左旗, пін. Ālāshàn Zuŏqí) — один із повітів КНР у складі префектури Алашань, Внутрішня Монголія. Адміністративний центр — містечко Баян-Хото.

## Географія
Алашань – Лівий стяг у середньому лежить на висоті близько 1520 метрів над рівнем моря в однойменній пустелі на захід від гір Алашань.

### Клімат
Хошун знаходиться у зоні, котра характеризується кліматом пустель помірного поясу. Найтепліший місяць — липень із середньою температурою 23,8 °C. Найхолодніший місяць — січень, із середньою температурою -7,5 °С.
| Клімат хошуну Алашань – Лівий стяг                 | Клімат хошуну Алашань – Лівий стяг | Клімат хошуну Алашань – Лівий стяг | Клімат хошуну Алашань – Лівий стяг | Клімат хошуну Алашань – Лівий стяг | Клімат хошуну Алашань – Лівий стяг | Клімат хошуну Алашань – Лівий стяг | Клімат хошуну Алашань – Лівий стяг | Клімат хошуну Алашань – Лівий стяг | Клімат хошуну Алашань – Лівий стяг | Клімат хошуну Алашань – Лівий стяг | Клімат хошуну Алашань – Лівий стяг | Клімат хошуну Алашань – Лівий стяг | Клімат хошуну Алашань – Лівий стяг |
| Показник                                           | Січ.                               | Лют.                               | Бер.                               | Квіт.                              | Трав.                              | Черв.                              | Лип.                               | Серп.                              | Вер.                               | Жовт.                              | Лист.                              | Груд.                              | Рік                                |
| Середній максимум, °C                              | −1,8                               | 2,8                                | 9,3                                | 16,9                               | 22,5                               | 27,2                               | 29,2                               | 27,3                               | 21,9                               | 14,9                               | 6,9                                | −0,2                               | 14,7                               |
| Середня температура, °C                            | −7,5                               | −3,1                               | 3,6                                | 11,1                               | 16,9                               | 21,9                               | 23,8                               | 22                                 | 16,4                               | 9                                  | 1                                  | −5,9                               | 9,1                                |
| Середній мінімум, °C                               | −11,5                              | −7,5                               | −1,1                               | 5,5                                | 11,1                               | 16,4                               | 18,5                               | 17                                 | 11,8                               | 4,5                                | −3,1                               | −9,9                               | 4,3                                |
| Норма опадів, мм                                   | 1.8                                | 2.5                                | 5.9                                | 11.8                               | 24.8                               | 30.4                               | 50.3                               | 43.7                               | 34.1                               | 13.5                               | 4.9                                | 1.5                                | 225.2                              |
| Вологість повітря, %                               | 43                                 | 35                                 | 30                                 | 27                                 | 29                                 | 34                                 | 43                                 | 46                                 | 46                                 | 41                                 | 41                                 | 43                                 | 38                                 |
| -------------------------------------------------- | ---------------------------------- | ---------------------------------- | ---------------------------------- | ---------------------------------- | ---------------------------------- | ---------------------------------- | ---------------------------------- | ---------------------------------- | ---------------------------------- | ---------------------------------- | ---------------------------------- | ---------------------------------- | ---------------------------------- |
| Джерело: Дані метеостанції №53602 (КНР, 1991-2020) |                                    |                                    |                                    |                                    |                                    |                                    |                                    |                                    |                                    |                                    |                                    |                                    |                                    |